# Stefan Pettersson (labdarúgó)
Stefan Bengt Pettersson (Västerås, 1963. március 22. –) svéd válogatott labdarúgó.

## Pályafutása

### Klubcsapatban
Pályafutását az IFK Västerås csapatában kezdte 1980-ban. 1982-ben az IFK Norrköpinghez igazolt, majd két évvel később az IFK Göteborg szerződtette. 1988-ban az Ajaxba igazolt, ahol hat szezonon keresztül játszott. A holland bajnokságot két alkalommal sikerült megnyernie csapatával. 1994-ben visszaigazolt a Göteborghoz, ahonnan 1998-ban visszavonult. Ötszörös svéd bajnok és kétszeres UEFA-kupa győztes.

### A válogatottban
1983 és 1993 között 31 alkalommal szerepelt a svéd válogatottban és 4 gólt szerzett. Részt vett az 1990-es világbajnokságon.

## Sikerei, díjai
IFK Göteborg
- Svéd bajnok (5): 1984, 1987, 1994, 1995, 1996
- UEFA-kupa (1): 1986–87

Ajax
- Holland bajnok (2): 1989–90, 1993–94
- Holland kupa (1): 1992–93
- Holland szuperkupa (1): 1993
- UEFA-kupa (1): 1991–92